# Till Death Do Us Party
Till Death Do Us Party é o álbum de estúdio da cantora Americana, compositor e drag queen, Adore Delano. O álbum foi lançado através de Sidecar Records em associação com a Producer Entertainment Group em 3 de junho de 2014. O álbum estava disponível para pré-venda em 29 de maio de 2014, e foi oficialmente lançado em 3 de junho de 2014. Em novembro de 2014, Delano anunciou que ela estava trabalhando em um acompanhamento depois do Till Death Do Us Party.

## Promoção

### Let the Music Play
Em conjunto com o álbum, Adoro apareceu em 11 episódio da websérie, Let the Music Play, produzido pela World of Wonder . Cada webisódio detalha uma faixa do álbum.

### Turnê
Adore fez uma turnê do álbum "Till Death do Us Party Tour", logo após o lançamento do álbum e também se juntou ao Drag Race alum on the Battle of the Seasons Tour.

## Desempenho dos Chart
Nos Estados Unidos o álbum estreou no número 59 na Billboard 200, número 3 na Dance/Electronic Albums chart, e número 11 na Álbuns Independentes chart.

## Lista de faixas
| N.º            | Título                                         | Duração |  |
| 1.             | "Speak My Sex"                                 | 2:52    |  |
| 2.             | "D T F"                                        | 3:57    |  |
| 3.             | "Party"                                        | 3:11    |  |
| 4.             | "I Adore U"                                    | 3:42    |  |
| 5.             | "Calling All Goddesses"                        | 4:04    |  |
| 6.             | "Jump the Gun"                                 | 3:23    |  |
| 7.             | "Give Me Tonight"                              | 3:59    |  |
| 8.             | "I Look Fuckin' Cool" (com Alaska Thunderfuck) | 3:52    |  |
| 9.             | "Hello, I Love You"                            | 3:00    |  |
| 10.            | "The Creeps"                                   | 2:47    |  |
| 11.            | "My Address Is Hollywood"                      | 3:12    |  |
| Duração total: | Duração total:                                 | 38:03   |  |

## Charts
| Charts (2014)              | Posição |
| -------------------------- | ------- |
| US Billboard 200           | 59      |
| US Dance/Electronic Albums | 3       |
| US Independent Albums      | 11      |